# Umuahia
Umuahia és la capital de l'estat d'Abia al sud-est de Nigèria. La ciutat està travessada per la via de ferrocarril que uneix Port Harcourt i Enugu. Umuahia té una població de 359.230 habitants (2006). El grup humà principal de la ciutat són els igbos. Umuahia fou la capital de Biafra. Umuahia és coneguda per ser un mercat agrícola des del 1916. Des de la ciutat s'exporta nyam, iuca, blat de moro, taro, cítrics, oli de palma i ametlles. Hi ha indústries cerveseres i una planta de processament d'oli de palma. La ciutat té molts instituts i diversos hospitals. Umuahia comprèn dues àrees de govern locals: Umuahia North i Umuahia South. En aquests hi ha els clans umuokpara, ibeku, olokoro, ubakala i ohuhu. La Catedral Mater Dei d'Umuahia és la seu de la diòcesi catòlica d'Umuahia.

## Història
La ciutat fou establerta per l'administració colonial britànica de Nigèria a principis del segle xx. El 28 de setembre del 1967 va esdevenir la capital de la República de Biafra quan la seva capital anterior, Enugu, fou capturada per les tropes nigerianes. El 28 de juny del 1968 fou capturada per les tropes nigerianes i fou recuperada per Biafra el 23 de juliol del mateix any. El 24 de desembre del 1969 fou capturada definitivament pels nigerians; llavors Owerri va esdevenir a nova capital de Biafra.

## Personalitats notables
Entre els seus ciutadans, destaquen Michael Iheonukara Okpara, primer ministre de la Regió Est de Nigèria; el General Major Johnson Aguiyi-Ironsi, cap d'estat militar; John Abraham Godson, el primer parlamentari negre de Polònia; i Eze Gabriel Chianakwalam Akomas diputat major de Port Harcourt:
- Johnson Aguiyi-Ironsi, cap d'estat militar de Nigèria.
- Pascal Atuma, actor, guionista, director i productor de cinema.[1]
- Osas Idehen, futbolista professional, internacional amb la selecció absoluta de Nigèria.[2]
- Michael Okpara, polític, premier de Nigèria Oriental entre el 1959 i el 1966.[3]